# Cuxac-Cabardès
Cuxac-Cabardès – miejscowość i gmina we Francji, w regionie Oksytania, w departamencie Aude.
Według danych na rok 1990 gminę zamieszkiwały 724 osoby, a gęstość zaludnienia wynosiła 29 osób/km² (wśród 1545 gmin Langwedocji-Roussillon Cuxac-Cabardès plasuje się na 420. miejscu pod względem liczby ludności, natomiast pod względem powierzchni na miejscu 275.).

## Zabytki
Zabytki w miejscowości posiadające status Monument historique:
- kościół Sainte-Cécile (Église Sainte-Cécile)